# گردشگری خودکشی
گردشگری خودکشی یا گردشگری اوتانازی، نوعی از انواع گردشگری است که در حمایت اوتانازی صورت می‌گیرد. این نوع از گردشگری توسط گروه‌های حمایت‌کننده از اوتانازی برای کمک به افرادی که مایلند به مناطقی از جهان بروند که عمل اوتانازی در آنجا قانونی باشد، راه‌اندازی و اداره می‌شود. آنان این کار را با این امید انجام می‌دهند تا بلکه روزی عمل اوتانازی در دیگر نقاط جهان نیز طرفداران و حمایت‌کنندگان خود را پیدا کند.

## آمار و ارقام در میان کشورها

### کامبوج
یک تبعیدی آمریکایی که در کامبوج اقدام به راه‌اندازی وبسایت‌هایی نموده بود که در آن‌ها به خوانندگان پیشنهاد اوتانازی می‌داد، در سال ۲۰۰۶ به دلیل هراس از مسئولان محلی کشور، وبسایت‌هایش را تعطیل نمود تا مشکلی برایش ایجاد نشود.

### مکزیک
در فروشگاه‌های حیوان‌های خانگی در کشور مکزیک، دارویی هست به نام پنتوباربیتال (Pentobarbital) مایع که به جهت اوتانازی حیوان‌ها از آن استفاده می‌شود. این دارو اگر به مصرف انسان برسد در ظرف یک ساعت مرگ بی دردی برای وی در پی خواهد داشت. گزارش‌ها حاکی از آن است که آن دسته از افراد که مایل هستند به زندگی خود به‌طور خودخواسته پایان دهند، از سرتاسر دنیا برای استفاده از این دارو به مکزیک می‌آیند. ادعاهایی مبنی بر این که این دارو ممکن است به درستی عمل نکند وجود دارد. چراکه میزان مورد نیاز برای مرگ فرد از طریق تزریق به درستی کنترل نمی‌شود.

### هلند
منتقدان بر این باورند که پیشقدمی هلند در زمینه اوتانازی ممکن است سبب برانگیخته شدن موجی از گردشگری خودکشی شود. با این حال برای جلوگیری از این امر، طرح‌هایی همچون برقراری رابطه خوب بین بیمار و پزشک مطرح شده است.

### سوئیس
با وجود آنکه تا اکتبر ۲۰۰۸ بازار خودکشی کمکی بیشتر در دست آلمان بود، اما حدود ۱۰۰ تن بریتانیایی از بریتانیا به زوریخ مهاجرت کردند تا در یکی از مراکز دیگنیتاس (سازمان کمک به خودکش‌ها) به زندگی خود پایان دهند. نام بیشتر این افراد فاش شده اما تعدادی نیز نامعلوم هستند. تا نوامبر همان سال این رقم به ۷۲۵ تن رسید؛ رقمی که تنها از اعضای دو کشور سوئیس و آلمان بیشتر بود. با در نظر گرفتن اندازه و میزان تراکم جمعیت اروپا، مطمئناً دیگنیتاس (سازمان کمک به خودکش‌ها) در دیگر کشورها نیز عضو دارد. سیاستمداران راستگرا در سوئیس همواره گردشگری خودکشی را مورد انتقاد قرار داده‌اند.
در سال ۲۰۰۷ دیگنیتاس (سازمان کمک به خودکش‌ها) تلاش کرد تا حق قانونی اوتانازی برای افراد سالم، همچون زوج‌هایی که مایلند با یکدیگر بمیرند، را به دست آورد.
در ۲۰۰۹ یک مدیر بریتانیایی به نام سر ادوارد دونز به اتفاق همسرش ژوان تحت شرایطی که خودشان خواسته بودند در یکی از کلینیک‌های خودکشی در خارج از شهر زوریخ خودکشی نمودند. خود سر ادواردز بیمار نبود اما همسرش تشخیص سرطان پیشرونده گرفته بود.
در مارس ۲۰۱۰ در شبکه پی‌بی‌اس آمریکا برنامه‌ای به نام خط حمله (Frontline) پخش شد که داستان زندگی پروفسور کریگ ایورت (که به بیماری اسکلروز جانبی آمیوتروفیک) مبتلا شده بود و می‌خواست از طریق دیگنیتاس در سوئیس به زندگی خود پایان دهد را به تصویر کشید.

### بریتانیا
پارلمان بریتانیا اعلام کرد لایحه‌ای را به تصویب می‌رساند که طی آن با محکوم نکردن قانونی افرادی که به خودکش‌ها کمک می‌کنند تا برای انجام این عمل به جایی دیگر مهاجرت کنند، به‌طور غیر مستقیم گردشگری خودکشی را قانونی دانست. چرا که در بریتانیا قانونی هست که خودکشی کمکی را غیرمجاز می‌داند اما در مورد ذکر شده در بالا این قانون الزام اجرایی ندارد.

## قوانین و موانع
قوانین تازه‌ای برای محدود کردن خودکشی کمکی برای خارجیان در سوئیس به تصویب رسید. هدف این قانون در ابتدا دیگنیتاس بود که یکی از دو گروه حمایت‌کننده حق مرگ در سوئیس است.